# Ебба Бернадот
Принцеса Ебба Бернадот (уроджена Ебба Генрієтта Мунк аф Фулькіла; 24 жовтня 1858 — 16 жовтня 1946) — шведська шляхтанка, фрейліна та титулована принцеса, дружина принца Оскара Бернадотта .

## Життя
Ебба була дочкою шляхетного полковника фінського походження Карла Якоба з роду Мунків та баронеси Генріки Седерстрьом. Вона була фрейлиною кронпринцеси Вікторії Баденської, яка в 1885 році відвідала свого шурина в Амстердамі, де він повинен був пройти медичне обстеження з приводу серцевої недостатності.

### Шлюб
Ебба і Оскар відвідали церкву норвезьких моряків під час перебування в Амстердамі і закохалися: Ебба була релігійною і вплинула на Оскара в цьому плані. Коли Оскар сказав своїй родині, що він хоче одружитися з Еббою, вони були шоковані, і він був змушений взяти дворічний період на розгляд, а Еббу звільнили від посади фрейліни. У 1887 році Оскар сказав своїй сім'ї, що він не змінив своєї думки, і Королівський дім дав згоду на шлюб за умови, що брати Оскара підпишуть документ, що обіцяють їм ніколи не вступати в подібний шлюб, що вони і зробили.
21 січня 1888 року в Королівському палаці Стокгольма був влаштований бал, на якому Еббі і Оскару дозволили танцювати одне з одним, а 29 січня 1888 року було офіційно оголошено про заручини. Шлюб розцінювався як велике горе в королівському домі, але він викликав багато співчуття з боку громадськості. Говорили, що між народом і королівським двором був встановлений міст: «Міст Мунка», і той факт, що Оскар був змушений відмовитися від свого королівського титулу, змусив людей говорити, що у короля більше не було чотирьох синів, а лише трьи, оскільки один з них «одружився і змушений був піти». Коли пара покинула Стокгольм, на вокзалі зібрався великий натовп, щоб провести їх і показати свою підтримку.

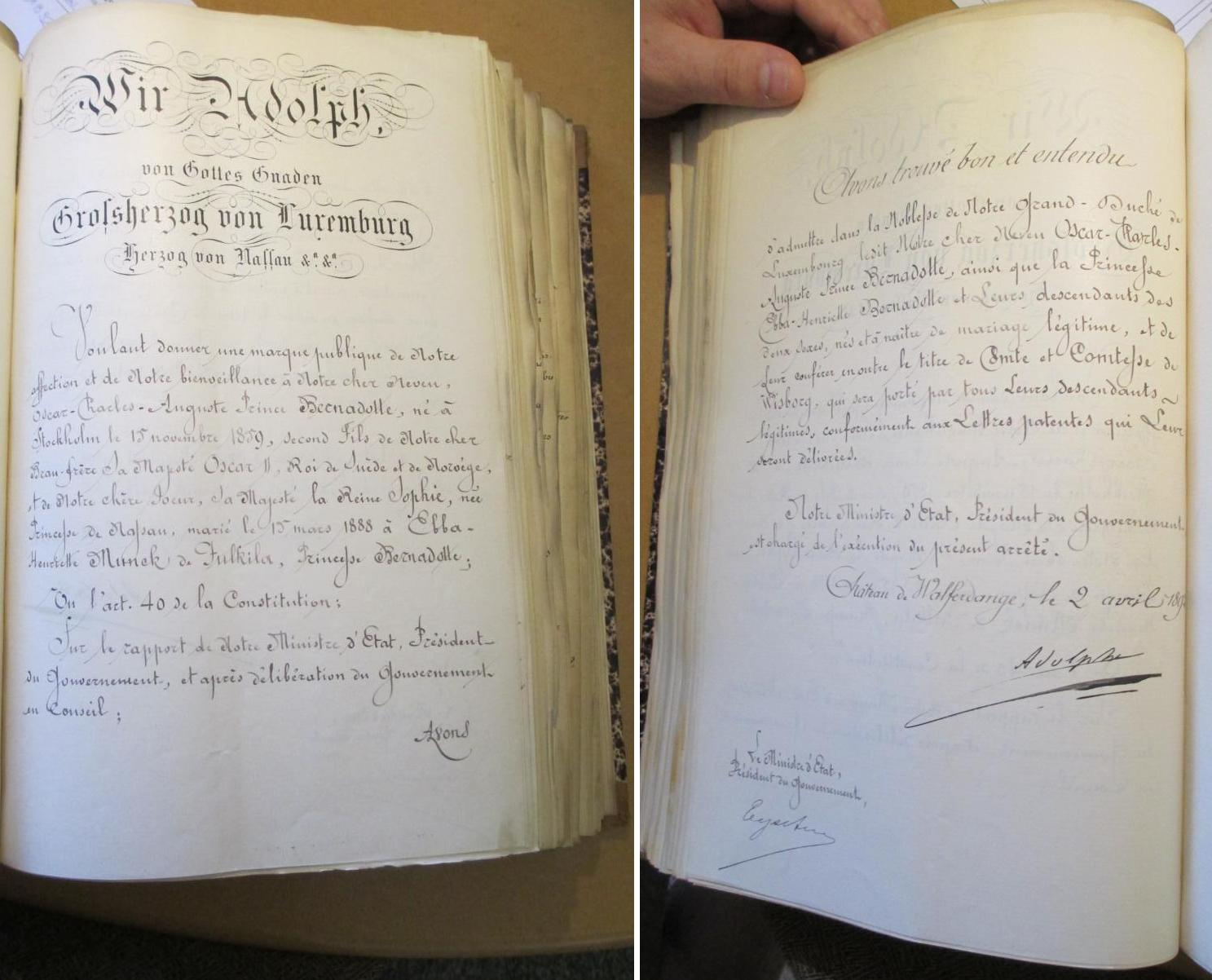
Патентні листи 1892 року глави Люксембургу, що допускають принцесу Бернадотту, графиню Вісборгську (з цими титулами), а також чоловіка та нащадків до дворянства Люксембургу

Ебба і Оскар одружилися 15 березня 1888 року в церкві Святого Стефана в Борнмуті в Англії вікарієм Густавом Бесковом, який був близьким до королеви Софії Нассауської, у присутності матері Оскара, королеви Софії, двох його братів, принца Карла, герцога Вестерґетландського і принц Евгена, герцога Нарке, його двоюрідної сестри, данської кронпринцеси, Луїзи Шведської, а також матері і брата Ебби. У Швеції їй присвоїли неофіційний титул «Принцеса Бернадотт» замість королівського «Принцеса Швеції».

### Пізніше життя
Після одруження Ебба Бернадот присвятила своє життя християнській благодійності. Подружжя жило простим життям у Стокгольмі, далеко від королівського двору, і через обставини їхнього шлюбу сприймалися з великою симпатією. Їхні стосунки були охарактеризовані як щасливі, і вони присвятили себе спільним інтересам у релігії та громадській роботі під впливом християнства.
Ебба Бернадот була членом ряду різних християнських благодійних організацій: у 1894 році вона стала членом Lapska missionens vänner («Друзі саамської місії»), у 1897-1912 роках вона була членом правління Kristliga föreningens av. unga kvinnor («Християнське товариство молодих жінок»), а в 1900 році вона стала головою Bokpåsemissionen för sjömän («Книжкова місія для моряків»), які збиралися в її будинку.